# Condado de Garcinarro
El condado de Garcinarro es un título nobiliario español concedido por el emperador Carlos VI —entonces pretendiente al trono de España como Carlos III— el 10 de enero de 1716 a Francisco Alfonso de Parada y Flórez, ministro del Santo Oficio, regidor perpetuo de Huete de Peraleja, caballero de la orden de Calatrava, procurador y alcalde en Cañaveruelas. El título fue rehabilitado el 18 de abril de 1952 a favor de María Victoria de Parada y Roldán. El título hace referencia al municipio conquense de Garcinarro.

## Condes de Garcinarro
|                        | Titular                                      | Periodo                |
| Creación por Carlos VI | Creación por Carlos VI                       | Creación por Carlos VI |
| ---------------------- | -------------------------------------------- | ---------------------- |
| I                      | Francisco Alfonso de Parada y Flórez         | 1716-1728              |
| II                     | José Antonio de Parada y Vidaurre de Mendoza | ¿?-1749                |
| III                    | María Victoria de Parada y Roldán            | 1952-1984              |
| IV                     | Alberto García de Parada y Martínez          | 1987-2021              |
| V                      | María Dolores Martínez de la Rocha           | 2023-actual titular    |